# Cratere Aigul
Aigul  è un cratere sulla superficie di Venere.